# Richard Royce Schrock
Richard Royce Schrock   (Berne, 4 de gener de 1945) és un químic i professor universitari estatunidenc guardonat amb el Premi Nobel de Química l'any 2005.

## Biografia
Va néixer el 4 de gener de 1945 a la ciutat de Berne, situada a l'estat nord-americà d'Indiana. Va estudiar química a les universitats de Califòrnia, on es va llicenciar el 1967, i Harvard, on es va doctorar el 1971. Posteriorment va realitzar els seus estudis posdoctorals a la Universitat de Cambridge (Anglaterra).
En 1972 va ser contractat per la companyia farmacèutica DuPont, on va formar part del grup investigador de George Parshall. Tres anys després va entrar a formar part de l'Institut Tecnològic de Massachusetts (MIT), on es va convertir en professor l'any 1980 i on segueix exercint la seva activitat docent.

## Recerca científica
L'any 2005 fou guardonat amb el Premi Nobel de Química, juntament amb el químic francès Yves Chauvin i el nord-americà Robert H. Grubbs, pel desenvolupament de la metàtesi en la química orgànica, especialment realitzada al voltant dels alquens.